# Supercoppa Sammarinese 2013
La Supercoppa Sammarinese 2013 è stato la 28ª edizione di tale competizione, ma la 2ª disputata con questa denominazione. Vi hanno preso parte la vincitrice del Campionato Sammarinese 2012-2013 e quella della Coppa Titano 2012-2013, e si è concluso con la vittoria di Tre Penne, al suo primo titolo.

## Tabellino
| Arbitro: | Barbeno |

|                  |           |           |
| Cibelli 26’, 78’ | Marcatori | 82’ Selva |